# Solec nad Wisłą
Solec nad Wisłą ist eine Kleinstadt sowie Sitz der gleichnamigen Stadt-und-Land-Gemeinde im Powiat Lipski der Woiwodschaft Masowien, Polen. Die 1870 entzogenen Stadtrechte wurden zum 1. Januar 2021 wieder verliehen.

## Gemeinde
Zur Stadt-und-Land-Gemeinde Solec nad Wisłą gehören folgende 23 Ortschaften mit einem Schulzenamt:
Boiska
Dziurków
Glina
Kalinówek
Kępa Piotrowińska
Kłudzie
Boiska-Kolonia
Kolonia Nadwiślańska
Las Gliniański
Marianów
Pawłowice
Przedmieście Bliższe
Przedmieście Dalsze
Sadkowice I
Sadkowice II
Słuszczyn
Solec nad Wisłą
Wola Pawłowska
Zemborzyn Drugi
Zemborzyn Pierwszy
Zemborzyn-Kolonia